# Edmond Mercier
Pour les articles homonymes, voir Mercier.
Edmond Armand Mercier, né le 25 mai 1901 à La Rochefoucauld et mort le 15 juillet 1984 à Sèvres, est un architecte français.

## Biographie
Il est le fils de Jean Baptiste Émile Mercier et de Laure Marguerite Chauvet. Élève d'Emmanuel Pontremoli, il est admis en 2e classe le 17 mars 1922 puis en 1re le 10 novembre 1924, et est diplômé de l'École des Beaux-Arts le 14 novembre 1928.
Collaborateur de l'agence d' Ali Tur, Mercier est célèbre pour avoir réalisé de 1938 à 1945 en Guadeloupe de grandes villas telles les villas Déravin et Pravaz à Saint-Claude, les villas Valeau et Longueteau à Gourbeyre ou la villa Lignières à Terre-de-Haut. On lui doit aussi des établissements de commerce comme l'hôtel des voyageurs et le cinéma du champ d'Arbaud à Basse-Terre et le Grand hôtel des Palmistes à Gourbeyre.
A son retour en France, il travaille pour les offices HLM.

## Monuments
- Monument aux morts de Baie-Mahault[4]
- Maison Electra à Terre-de-Haut
- Maison Déravin devenue Hôtel de ville de Saint-Claude

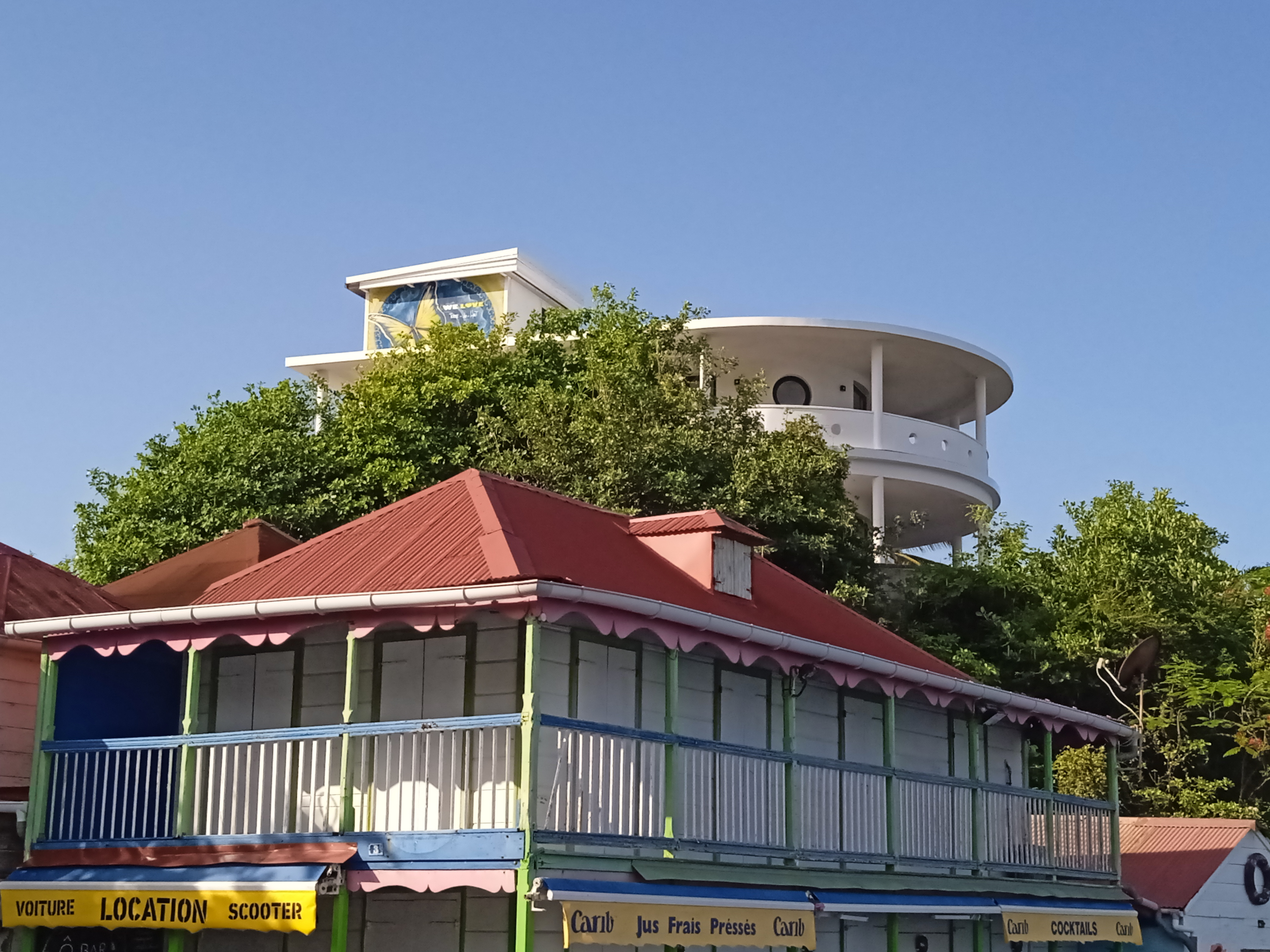
Maison Electra à Terre-de-Haut.
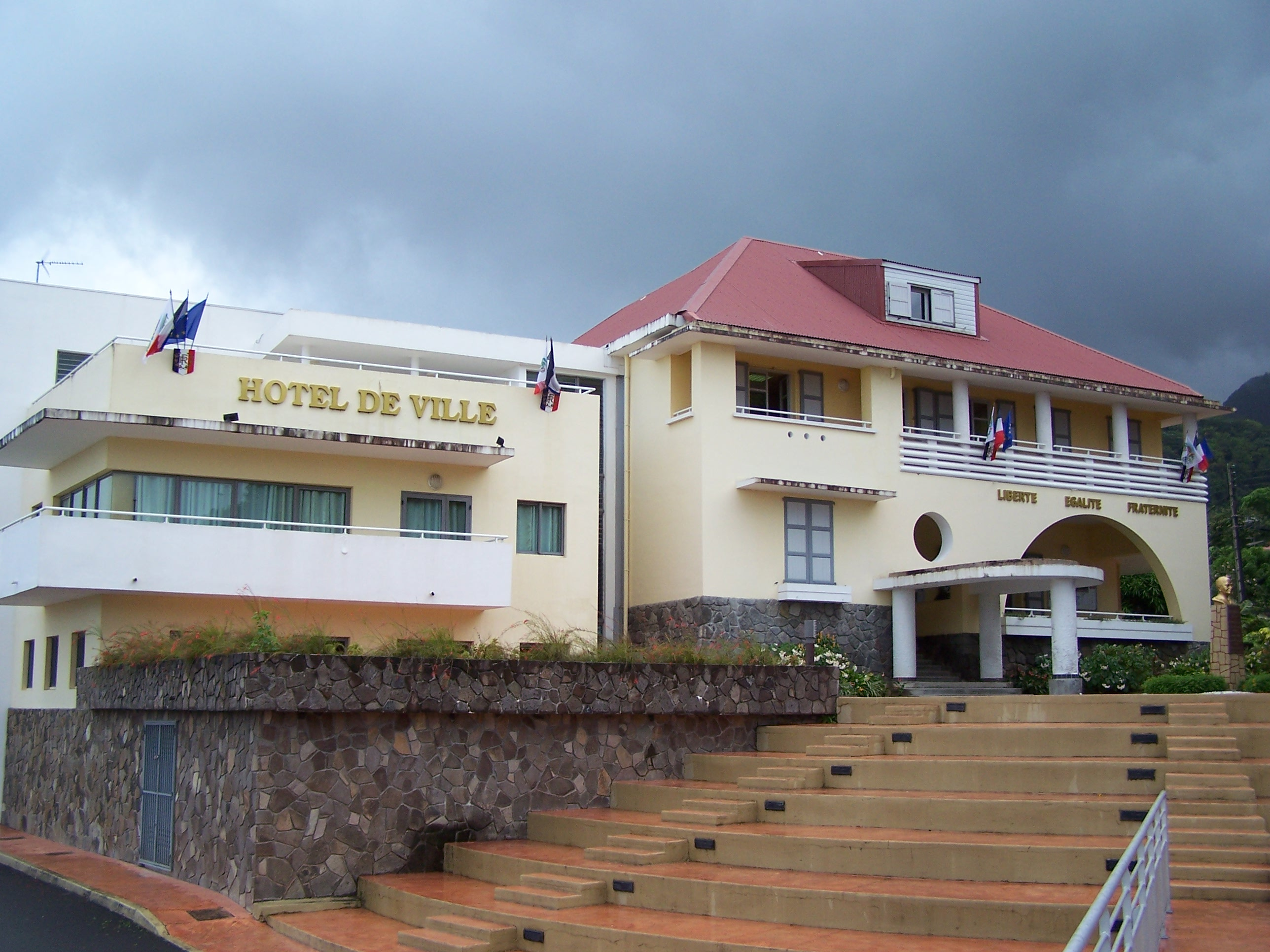
Hôtel de ville de Saint-Claude.